# Tatort: Russisches Roulette
Russisches Roulette ist eine Folge der Fernsehkrimireihe Tatort aus dem Jahr 1998. Der Film wurde vom Schweizer Fernsehen unter der Regie von Walter Weber produziert und ist die achte vom Schweizer Fernsehen produzierte Tatort-Folge. Es handelt sich um die Tatort-Folge 377; sie wurde am 18. Januar 1998 erstmals ausgestrahlt.
Philipp von Burg (László I. Kish) versucht, die Morde an zwei jungen Russen und die Verstrickung eines Waffenhändlers hierin aufzuklären.

## Handlung
Ein bewaffneter Russe verübt einen Raubüberfall auf ein Waffengeschäft und nimmt zwei Geiseln, von Burg sagt ihm einen Fluchtwagen zu, doch als er herauskommt, haben seine Kollegen bereits alles für eine Erstürmung des Geschäfts vorbereitet. Nachdem der Gangster die Leiche einer getöteten Geisel vor die Tür legt, stürmt die Polizei trotz von Burgs Bedenken und kann die zweite Geisel befreien, allerdings kann der Gangster den unvorsichtigen von Burg als Geisel nehmen. Als der Gangster mit von Burg das Geschäft verlässt, wird er von einem Unbekannten erschossen, von Burg bleibt unverletzt. Das Projektil, das den Gangster tötete, ist das gleiche, das auch die Berner Polizei verwendet, die Kugel stammt aber definitiv aus keiner der im Einsatz verwendeten Waffen. Von Burgs neue Vorgesetzte Schlack betraut von Burg mit den Ermittlungen und stellt ihm die Dolmetscherin Jelena Krasnowa zu Seite. Der tote Geiselnehmer hatte den Lieferschein eines russisch geführten Antiquitätengeschäfts bei sich, von Burg sucht dieses auf, dort teilt man ihm mit, dass der Tote für sie sporadisch Lieferdienste durchführte, sonst wisse der Inhaber nur, dass er öfter von seinem Freund Pjotr abgeholt wurde. Von Burg folgt seiner Dolmetscherin, die sich seltsam verhält, zu einer Veranstaltung des russischen Geschäftsmanns Gregori Smirnow, der auch der Empfänger der Lieferung des Antiquitätengeschäfts war, die beiden scheinen sich zu kennen. Von von Burg unbemerkt treffen sich Smirnow und Krasnowa später auch mit Thomas Unger von der Bundespolizei, der sich danach erkundigt, ob Krasnowa bereits von Burgs Vertrauen gewinnen konnte.
Von Burg und Gertsch suchen Pjotr auf, dieser bedroht die Beamten mit einer Waffe, kann jedoch von von Burg zur Vernunft gebracht und festgenommen werden, von Burg meint, auf Russisch ein Geständnis von ihm für den Mord an seinem Freund erhalten zu haben. Später im Beisein von Krasnowa und von Burgs Vorgesetzten bestreitet Pjotr dies aber und behauptet, sein Freund sei durch Polizeikugeln gestorben, auch mit dem Überfall habe er nichts zu tun, von Burg hat das Gefühl, dass Krasnowa falsch übersetzt. Krasnowa gewinnt kurz darauf in persönlichen Gesprächen jedoch das Vertrauen von Burgs und erzählt diesem, dass sie Pjotr in Gefahr wähnt, sie fahren zu ihm und finden ihn tot auf, er war von seinem Landsmann und Handlanger Sminows Stepan zum Russischen Roulette gezwungen worden und erschoss sich dabei selbst, Stepan konnte unerkannt entkommen. Von Burg findet heraus, dass Smirnows Firmen wahrscheinlich in Geldwäscheaktivitäten verstrickt sind und vermutet Smirnow auch hinter den beiden Morden, von seiner Vorgesetzten Schlack erfährt von Burg, dass Krasnowa mit Smirnow befreundet ist, Krasnowa war der Berner Polizei von Unger als Dolmetscherin empfohlen worden. Von Burg stellt Krasnowa zur Rede, sie erzählt ihm, dass sie im Auftrag der Bundespolizei für Smirnow arbeite, sie habe umfangreiche Informationen über Smirnows Aktivitäten und sei in grosser Gefahr. Kurz darauf findet das Labor heraus, dass die bei Pjotr gefundene Waffe die Mordwaffe an seinem Freund gewesen ist, der Fall gilt als abgeschlossen, eine von von Burg gewünschte Hausdurchsuchung Smirnows wird abgelehnt. Nach der Vernehmung von Beat Atighofer, des Zuhälters und Vermieters Pjotrs, lassen die Beamten diesen in der Hoffnung gehen, dass er sie zu Smirnow führen wird, doch wird er vor dem Polizeipräsidium auf offener Strasse aus einem fahrenden Auto heraus erschossen. Von Burg und Gertsch lassen sich von Krasnowa zu Smirnow bringen, dieser bemerkt, dass Krasnowa währenddessen etwas in seinem Schreibtisch zu suchen scheint und warnt sie unter vier Augen, gegenüber von Burg bestreitet er jedwede Verbindung zur russischen Mafia. Auf einer von Krasnowa entwendeten Diskette Smirnows finden die Beamten Beweise für illegale Waffengeschäfte, doch Schlack erklärt den Beamten kurz darauf, dass die Geschäfte Smirnows vor dem Schweizer Gesetz legal seien und er seine Diskette zurückerhalten müsse.
Krasnowa erzählt von Burg später, dass sie von Stepan bedroht wurde, auch dieser wollte die Diskette und durchsuchte ihre Wohnung. Dimitri Kosinski von der Moskauer Polizei besucht von Burg und erklärt ihm die Rolle Smirnows für den illegalen Waffenhandel, sowie den Hintergrund Stepans, der in der Sowjetunion Elitesoldat war. Am Abend versucht Stepan, einen Mordanschlag mit einer Autobombe gegen von Burg zu verüben, dieser wird in letzter Sekunde von Krasnowa gewarnt, Assistent Henk soll auf Anordnung Schneiders, der von Burgs Warnung nicht ernst nimmt, den Wagen wegfahren und kommt bei der Explosion ums Leben. Am nächsten Tag reist Krasnowa aus der Schweiz ab, um in Venedig eine neue Arbeit anzutreten, der verliebte von Burg kann ihre Abreise nicht verhindern, aber folgt ihr in den Zug, dort entdeckt er Kisten, in denen er Waffen findet. Smirnow und Stepan befinden sich ebenfalls im Zug, Smirnow macht Krasnowa Vorwürfe, dass er ihretwegen die Polizei auf den Fersen hat. Von Burg sieht Krasnowa und Smirnow im Zug und verständigt Gertsch, kurz darauf hat von Burg die Gelegenheit, unbemerkt von Smirnow und Stepan ein paar Worte mit Krasnowa zu wechseln, sie fleht ihn an, beide zu töten, von Burg instruiert sie, sich so weit wie möglich von Stepan im Speisewagen zu platzieren. Stepan bemerkt kurz darauf von Burg und nimmt Krasnowa als Geisel, von Burg erschießt Stepan und nimmt Smirnow fest. Thomas Unger veranlasst kurz darauf die Freilassung Smirnows aufgrund diplomatischer Immunität und der enttäuschte von Burg muss feststellen, dass dieser mit Krasnowa und den Waffen unbehelligt ausreisen kann.

## Hintergrund und Einschaltquote
Für Detektivwachtmeister Philipp von Burg (László I. Kish) ist es der fünfte Fall, für seinen Assistenten Markus Gertsch (Ernst C. Sigrist) der sechste.
Die Erstausstrahlung von Russisches Roulette erfolgte am 18. Januar 1998, der Film wurde in Bern und Umgebung gedreht, bei dieser konnte die Folge 4,75 Mio. Zuschauer binden, was einer Quote von 12,04 % entspricht.

### Kritik
Die Kritiker der Fernsehzeitschrift TV Spielfilm beurteilen diesen Tatort mittelmäßig und kommentieren: „Mal spannend, oft unglaubwürdig“.